# 紫背蟹甲草
紫背蟹甲草（学名：Parasenecio ianthoplyllus）是菊科蟹甲草属的植物，为中国的特有植物。分布于中国大陆的四川、湖北等地，生长于海拔1,400米至1,600米的地区，常生于落叶混交林和针叶林中，目前尚未由人工引种栽培。